# کارینگ
کارینگ (ارمنی: Քարինգ)؛  یا آرپاگدیک (ترکی آذربایجانی: Arpagədik) یک منطقهٔ مسکونی در جمهوری آرتساخ است که در استان هادروت واقع شده‌است.